# Arquitectura (serie filatélica española)
Arquitectura es el nombre de una serie filatélica emitida por la Sociedad Estatal Correos y Telégrafos de España entre los años 2001 y 2012, dedicada a los mejores exponentes de la arquitectura española de todos los periodos y estilos. En total fueron puestos en circulación 34 sellos en 8 fechas de emisión diferentes.

## Descripción
| Fecha de emisión | Nombre del sello (descripción)                                                                                      | Dimensiones (mm)        | Valor facial (en €) |
| ---------------- | --- | ----------------------- | ------------------- |
| 17.05.2001       | 1) La iglesia de San Martiño en Noya (La Coruña)                                                                    | 28,8 × 40,9             | 40 (0,24)           |
| 17.05.2001       | 2) La Catedral de Tuy en la ciudad de Tuy (Pontevedra)                                                              | 28,8 × 40,9             | 75 (0,45)           |
| 17.05.2001       | 3) el palomar de Villaconcha en la localidad de Frechilla (Palencia)                                                | 28,8 × 40,9             | 155 (0,93)          |
| 08.10.2004       | 1) El parque Güell en Barcelona                                                                                     | 28,8 × 40,9             | 0,52                |
| 08.10.2004       | 2) La Torre Jin Mao en Shanghái                                                                                     | 28,8 × 40,9             | 0,77                |
| 08.06.2006       | 1) La Casa Batlló en Barcelona                                                                                      | 28,8 × 40,9             | 0,29                |
| 08.06.2006       | 2) El Teatro Campos Elíseos de Bilbao                                                                               | 28,8 × 40,9             | 0,57                |
| 08.06.2006       | 3) El Vapor Aymerich, Amat i Jover en Tarrasa (Barcelona), actualmente un museo                                     | 28,8 × 40,9             | 0,38                |
| 08.06.2006       | 4) El Depósito de Aguas de Albacete, también conocido como Depósitos del Sol, actualmente una biblioteca            | 28,8 × 40,9             | 0,41                |
| 08.06.2006       | 5) El Auditorio Alfredo Kraus de Las Palmas de Gran Canaria                                                         | 40,9 × 28,8             | 0,78                |
| 08.06.2006       | 6) La Estación de autobuses de Casar en Cáceres                                                                     | 40,9 × 28,8             | 2,33                |
| 26.04.2007       | 1) La capilla de Valleacerón en la localidad de Almadenejos (Ciudad Real)                                           | 28,8 × 40,9             | 0,30                |
| 26.04.2007       | 2) La casa llamada El Capricho en la localidad de Comillas (Cantabria)                                              | 28,8 × 40,9             | 0,39                |
| 26.04.2007       | 3) El mercado de Santa Caterina en Barcelona                                                                        | 28,8 × 40,9             | 0,42                |
| 26.04.2007       | 4) El Puente de Vizcaya en Portugalete (Vizcaya)                                                                    | 40,9 × 28,8             | 0,58                |
| 26.04.2007       | 5) La Terminal 4 del Aeropuerto de Madrid-Barajas en Madrid                                                         | 28,8 × 40,9             | 0,78                |
| 26.04.2007       | 6) El palacete conocido como Casa Lis en Salamanca                                                                  | 40,9 × 28,8             | 2,49                |
| 02.04.2008       | 1) El Palacio Longoria en Madrid                                                                                    | 40,9 × 28,8             | 0,31                |
| 02.04.2008       | 2) La Casa Vicens en Barcelona                                                                                      | 28,8 × 40,9             | 0,31                |
| 02.04.2008       | 3) La torre de comunicaciones Torrespaña (El Pirulí, popularmente) en Madrid                                        | 28,8 × 74,7             | 0,31                |
| 02.04.2008       | 4) La torre de telecomunicaciones de Montjuic en Barcelona                                                          | 28,8 × 74,7             | 0,31                |
| 02.04.2008       | 5) La Torre Agbar en Barcelona                                                                                      | 28,8 × 40,9             | 0,31                |
| 02.04.2008       | 6) El auditorio de Tenerife en Santa Cruz de Tenerife                                                               | 40,9 × 28,8             | 0,31                |
| 09.09.2009       | 1) El Puente de Los Tilos, cercano a la localidad de San Andrés y Sauces (La Palma)                                 | 40,9 × 28,8             | 0,32                |
| 09.09.2009       | 2) El Canal de Castilla                                                                                             | 40,9 × 28,8             | 0,32                |
| 09.09.2009       | Los cuatro rascacielos del parque empresarial Cuatro Torres Business Area al norte de Madrid 3) La Torre de Cristal | 28,8 × 40,9 (150 × 105) | 0,32                |
| 09.09.2009       | 4) La Torre Caja Madrid                                                                                             | 28,8 × 40,9 (150 × 105) | 0,32                |
| 09.09.2009       | 5) La Torre Espacio                                                                                                 | 28,8 × 40,9 (150 × 105) | 0,32                |
| 09.09.2009       | 6) La Torre Sacyr Vallehermoso                                                                                      | 28,8 × 40,9 (150 × 105) | 0,32                |
| 27.01.2011       | 1) La estación de tren de Almería                                                                                   | 40,9 × 28,8             | 0,35                |
| 11.10.2012       | Cuatro museos de diferentes estilos arquitectónicos: 1) El Museo Nacional de Arte Romano en Mérida                  | 40,9 × 28,8             | 0,51                |
| 11.10.2012       | 2) El Museo de Arte Contemporáneo de Castilla y León en León                                                        | 40,9 × 28,8             | 0,51                |
| 11.10.2012       | 3) El Museo de Artes y Costumbres Populares en Sevilla                                                              | 40,9 × 28,8             | 0,51                |
| 11.10.2012       | 4) El Museo Nacional Centro de Arte Reina Sofía en Madrid                                                           | 40,9 × 28,8             | 0,51                |